# Judas (album)
Judas är det ungerska power metal-bandet Wisdoms andra studioalbum, utgivet i april 2011 på Nail Records och i Japan på Spinning Records i september samma år. Albumet gavs även ut i digipakversion på NoiseArt Records under 2012. Japan- och digipakversionerna innehåller bonusspår från bandets första och andra EP.
Judas är bandets första album med trummisen Balázs Ágota och sångaren Gábor Nagy, som ersatte Péter Kern respektive István Nachladal. Det var också det sista med gitarristen Zsolt Galambos.
Skivan gästades av Mats Levén (Yngwie Malmsteen, Krux, At Vance) och producerade två musikvideor: "Heaven and Hell" och "Live Forevermore". Den senare hade under hösten 2020 visats över en miljon gånger.

## Låtlista
1. "Fallin' Away from Grace" – 4:18
2. "Somewhere Alone" – 4:05
3. "Age of Lies" – 3:30
4. "Live Forevermore" – 3:34
5. "Wander the World" – 3:33
6. "Heaven and Hell" – 4:12
7. "Silent Hill" – 3:14
8. "At the Gates" – 3:32
9. "The Prodigal Son" – 3:26
10. "Judas" – 6:43

Bonusspår på den japanska utgåvan
1. "Strain of Madness" – 4:09

Bonusspår på digipakutgåvan
1. "All Alone" – 2:50

## Medverkande
Musiker
- Gábor Nagy – sång
- Gábor Kovács – gitarr
- Zsolt Galambos – gitarr
- Máté Molnár – basgitarr
- Balázs Ágota – trummor

Bidragande musiker
- Zoltán Mező – körsång
- György Philipp – körsång
- Kornél Mikecz – körsång
- Zoltán Kiss – körsång
- Mats Levén – sång

Produktion
- Gábor Kovács – producent, inspelningstekniker, mixning, mastering
- Gyula Havancsák – omslagskonst
- Levente Kovács – foto